# Тессі-Бокаж
Тессі-Бокаж (фр. Tessy-Bocage) — муніципалітет у Франції, у регіоні Нижня Нормандія, департамент Манш. Тессі-Бокаж утворено 1 січня 2016 року шляхом злиття муніципалітетів Ферваш i Тессі-сюр-Вір. Адміністративним центром муніципалітету є Тессі-сюр-Вір. Населення — 2223 особи (01.01.2021).

## Історія
1 січня 2018 року до Тессі-Бокаж приєднано муніципалітет Пон-Фарсі.